# Кемасуоде, Глория
Глория Кемасуоде (англ. Gloria Kemasuode; 30 декабря 1979) — нигерийская легкоатлетка, призёр Олимпийских игр.
Глория Кемасуоде родилась в 1979 году. В 2004 году приняла участие в Олимпийских играх в Афинах, но не завоевала медалей. В 2008 на Олимпийских играх в Пекине она стала обладателем бронзовой медали в эстафете 4×100 м.